# Баличі (Гродненський район)
Баличі (біл. вёска Балічы, івр. אינדורה) — село в складі Гродненського району Гродненської області, Білорусь. Село підпорядковане Індурській сільській раді, розташоване в західній частині області..